# 池州市传媒中心
30°38′27.6″N 117°29′1″E / 30.641000°N 117.48361°E
池州市传媒中心（英语：Chizhou Media Center）是一家位于中华人民共和国安徽省池州市的地级媒体机构，为中共池州市委直属事业单位，行政级别为正县级，统一运营池州市域范围内的报纸、广播、电视、网站和新媒体，成立于2021年8月23日。池州市传媒中心总部驻池州市贵池区秋浦街道办事处石城大道338号池州广电大厦。池州市传媒中心由始创于1969年1月1日的池州日报社和1958年3月13日的池州市广播电视台组合而成，是中共池州市委、池州市人民政府对外宣传的官方媒体，在当地具有极大影响力。

## 歷史沿革

### 广播事业
池州人民廣播電台的歷史可追溯到1950年11月成立的貴池縣收音站。當時該台每天将抄收的中央人民广播电台、华东人民广播电台和皖南人民广播电台新闻，供当地政府参阅或作宣传材料。1953年3月，贵池县殷汇收音站建立，为池州第一个农村广播站。1958年3月13日，貴池縣廣播站成立，站址位于县城城关派出所附近。1961年以后，该广播站成为池州地区仅有的一所正常工作的广播站。因貴池縣南部屬於深山地區，交通不便，因此，直到1982年，有線廣播網才在全縣完全普及。
1972年初，安徽省广播事业局下文支配在池州地区贵池县池州镇红光大队解放生产队的山上建立池州地区实验台，对敌台进行干扰。同年12月7日正式运作。当时，该转播台功率为1KW，有效半径仅为15至20公里，使用1250KHz频率转播安徽人民广播电台节目，每天播出约10小时。之后，陆续安装4台同样规格的发射机，用五个不同的频率工作。1976年，发射功率增至10KW。1977年12月，改用1395KHz频率转播安徽人民广播电台节目。1980年1月，又用另一台10KW发射机，以756KHz转播中央人民广播电台第一套节目。1985年7月，该发射台正式更名为“安徽人民广播电台池州转播台”，为正县处级单位，并迁往池州镇长岗村纪家坝渔场南侧（即30°37′21″N 117°27′15″E / 30.62250°N 117.45417°E）。
1983年6月，貴池人民广播电台开始筹建；1984年10月1日，經中央广播电影电视部批准，貴池縣人民廣播站正式撤銷，成立貴池人民廣播電台。同时其发射塔也在同日建成，位于县城西边的三台山上，海拔50米，发射塔高75米。10月27日，该台正式開播，是安徽省第一家縣級廣播電台。電台駐池州鎮秋浦西路11號，即贵池县广播电视局所在地。此时电台发射功率仅为50瓦，频率在98.1MHz。贵池电视台成立后，电台发射机仍与电视台共塔，电视台和电台的播音室均在2楼。1989年，贵池人民广播电台开始加入上海人民广播电台主导的“上海经济区广播电视新闻协作会”，每晚在播完《贵池新闻》后，还会播出《上海经济区新闻联播》节目。
1990年，贵池人民广播电台的播音室与电视台播音室分开。1992年，贵池人民广播电台发射功率增至300瓦。1993年1月12日，贵池人民广播电台中波广播正式开播，发射功率1000Kw。该台通过安徽人民广播电台池州转播台使用801KHz转播贵池人民广播电台节目，广播信号范围覆盖池州、安庆、铜陵三地市全境，1997年，贵池人民广播电台首次播出立体声节目。1990年至1998年，贵池人民广播电台全天播出约7小时55分钟，即上午5：30至7：35，上午11：25至下午1：15，下午5：50至9：50。
2000年1月1日，因贵池市广播电视局并入池州地区广播电视局，贵池人民广播电台升格为池州人民广播电台，为一副县级事业单位。2004年3月，池州人民广播电台发射功率增大至3KW，信号覆盖范围扩大到安徽省池州市、铜陵市、芜湖市、黄山市、安庆市全境；六安市舒城县；巢湖市庐江县（今属合肥）；合肥市肥西县；江西省景德镇市及九江市彭泽县等地，并首次播出直播节目《池州新闻》，此时，该台每日播出14小时。
2007年3月，池州交通旅游广播开始筹建；2007年10月1日，经国家广播电影电视总局批准，池州交通旅游广播成立，以96.6MHz频率播出，隶属池州市广播电视局；2007年10月12日试播，每日播出15小时，以播出音乐节目为主；次年1月1日正式开播，每日播出16小时。

### 无线电视事业

#### 电视转播时期
池州境内电视广播，可以追溯到1972年5月开始筹建的池州电视转播台。该发射台发射功率50瓦，当时仅贵池县城能收看通过无线1频道转播的北京电视台和安徽电视台第五频道节目。由于当时的政治、经济原因，池州电视转播不能正常进行。1978年3月，因和安庆大龙山电视转播台发生同频干扰，池州电视转播台停止运转。1979年7月，池州地区广播事业局在原址筹建新的转播台，以无线6频道转播安徽电视台第五频道节目，当年12月底正式投入使用。1980年4月，因池州地区撤销建制，池州电视转播台移交给贵池县，称貴池电视转播台，4月28日正式播出。1984年3月，经安徽省广播事业局批准，贵池电视台开始筹建；1984年11月28日，第一次播出自办节目——电影《列车上的枪声》录像；1985年3月5日晚，贵池电视转播台租用安徽省外贸学校的日产索尼摄像机，第一次播出电视新闻节目《贵池县“两个文明建设”表彰大会》；从1985年5月28日开始，该转播台开始每天拍摄新闻。

#### 贵池电视台时期
1985年7月31日，经国家广播电影电视部批准，撤销貴池电视转播台，成立貴池电视台，为副科级单位，隶属于贵池县广播电视局，电视台演播室位于县广播电视局2楼东侧。该电视台建台初期发射6频道。
1985至1989年，贵池电视台每月仅播出自办节目大约40小时，除通过设在三台山的地面卫星接收站完整转播中央电视台第一套节目和安徽电视台第一套节目外，该台仅在周二、周四晚间插播当地时政节目《貴池新聞》2次，每次10分钟。1987年9月，开始播出商业广告。1988年10月1日，贵池电视台又用无线10频道、12频道完整转播中国中央电视台第一套节目、第二套节目，供当地居民观看；同时，自办新闻节目改为每周一、周三、周五三档。
1990年，播出时间增至每周70小时。1994年，贵池电视台工作逐渐正规化。当年，该台首次设计台标和《贵池新闻》3D片头，并开设了8个节目，深受当地民众喜爱；因当年安徽电视台首次开播全省各地市天气预报，该台遂于1994年7月和池州电视台一起开播池州地区全区天气预报。1997年，贵池电视台由6频道改为7频道播出，每天下午5时50分开播自办节目，至11点45分结束。1998年6月，贵池遭受严重洪涝灾害，贵池电视台将贵池新闻节目由每周三档增至每周六档。1999年12月29日，因贵池市广播电视局并入池州地区广播电视局，贵池电视台并入池州电视台，成为其新闻二部，专门负责关于贵池区的新闻采编，在《池州新闻联播》节目中设立“来自贵池的报道”栏目。

#### 池州电视台时期

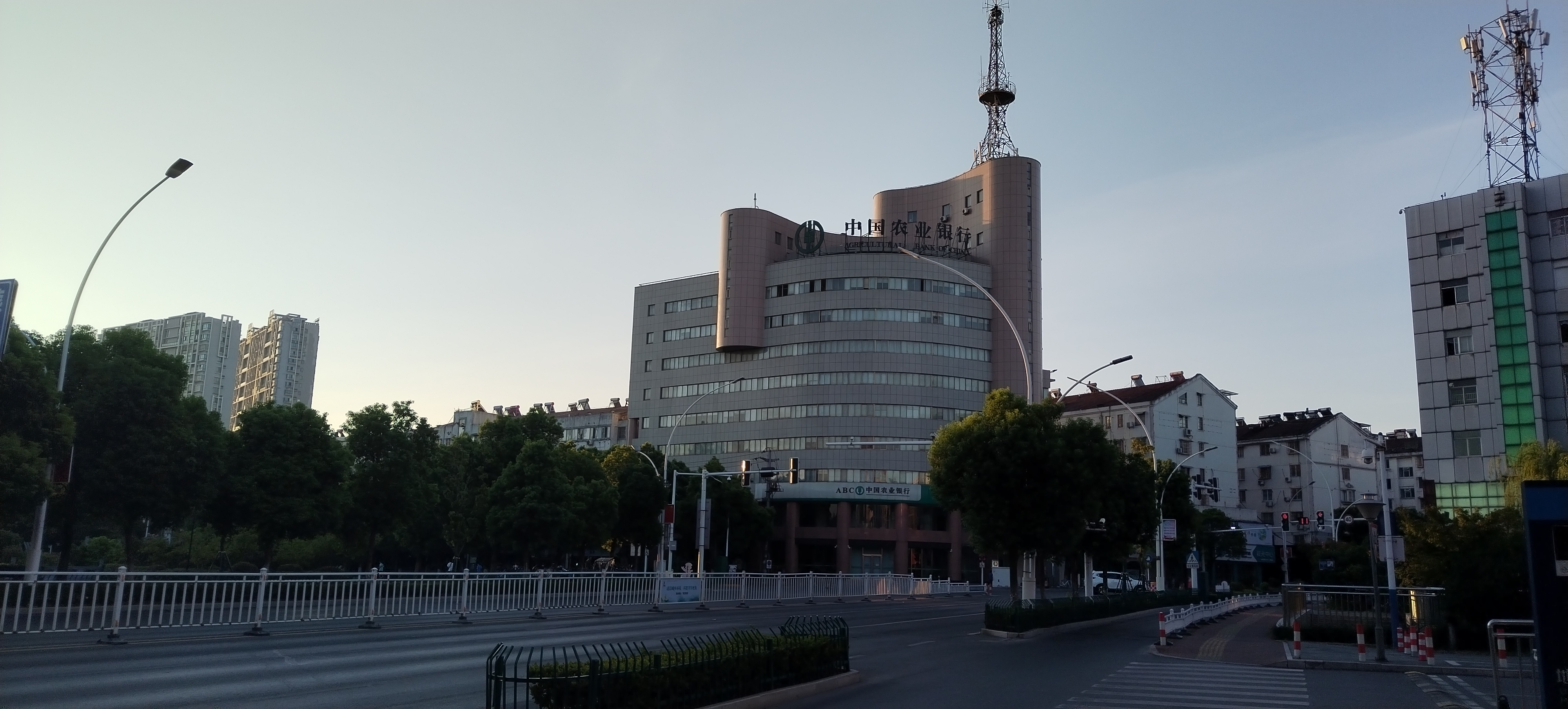
原池州物资大厦，大厦顶端的发射塔即为原池州地区电视台所用

1988年8月，池州地区恢复建制，贵池撤县设市，自年底开始，贵池电视台开始承担池州地区各县市新闻和对外宣传工作。1991年，中共池州地委、池州地区行政公署批准设立池州地区电视台，原贵池电视台代行其职责。1993年7月，经安徽省广播电视厅批准，池州地区电视台成立。
1994年2月1日，池州地区电视台正式开播，呼号“池州电视台”，为一副县级单位，隶属于池州地区广播电视局。首任台长为时任池州地委宣传部副部长，安徽安庆人王厚宝（1952 - ）。该台使用无线4频道发射，发射塔位于海拔60米的池州物资大厦11楼和海拔722米的太朴山电视转播台。电视台创立初期，条件十分简陋，办公地点不定。1994年2月28日，该台自办新闻节目《池州新闻》开播。
1999年下半年，王厚宝卸任台长，新任台长为河北行唐人高贵平（1956 - ）。1999年12月29日，因池州地区广播电视局与贵池市广播电视局合并，貴池電視台与池州地区电视台合并，成立新的池州电视台，为正县级单位。原贵池电视台7频道为池州电视台第一套节目（2001年以后称新闻综合频道）；池州地区电视台4频道为池州电视台第二套节目（2001年以后称经济生活频道）。高贵平仍任新组建的池州电视台台长。
为改善当地广电部门办公环境，2001年3月，新成立的池州市人民政府立项兴建池州广播电视中心，建筑面积8,400平方米。2003年上半年全面竣工，当年8月8日，池州电视台正式迁往秋浦东路99号广电中心办公。该建筑现为池州市房管局所在地。

### 有线电视事业
池州有线电视的历史可以追溯到1986年。当时，贵池县南部山區上海后方703发电厂分所宿舍有50户安装了共用天綫，不久附近其它厂矿以及县城主要酒店、招待所陆续安装有线电视。1990年后，有线电视也逐渐进入普通居民家庭。

1996-1999年池州有线电视台（贵池有线电视台）台标

1993年4月，安徽省广播电视局在马鞍山召开全省有线电视工作会议，要求各县市设立有线电视台。1993年6月，贵池有线电视台筹建；1993年9月1日，贵池有线电视台正式开播，首任台长为贵池人吴金奎（1953 - ）。建台初期，该台仅负责贵池市城区（池阳街道、秋浦街道）电缆电视的业务。当时，有线电视用户仅3,000户。该台主办节目在13频道。建台初期至1996年8月，该台以播出中国大陆、香港、台湾、日本、欧美电视连续剧为主，同时还有点歌节目。1996年9月1日，该台播出首个自办节目《贵池有线电视新闻》。1998年初，有线电视服务延伸到各乡镇政府驻地。至当年底，贵池市全境有线电视用户达到25,000户，且以每年10%的速度递增。
2000年1月，因池州电视台和贵池电视台合并，有线電視台升格为池州地区有线广播电视台。2000年4月，安徽广电信息网络股份有限公司池州分公司（简称安广网络池州分公司）成立，吴金奎任董事长。2001年7月1日，经广电总局及省委、省政府批准，池州有线广播电视台撤销。原池州地区有线广播电视台13频道改为池州电视台第三套节目（文化旅游频道）。2002年1月1日，池州有线广播电视台以有线电视资产入股方式，整合为安广网络池州分公司，隶属于池州市广播电视局。新成立的安广网络池州分公司为市民提供120个频道的有线电视业务，此时池州市区有线电视用户约为40,000户。2003年10月，国家广播电影电视总局批复池州市有线电视整体由模拟电视过渡至数字电视。2007年2月12日，市政府印发《池州有线电视数字化整体转换实施意见》。2008年12月，池州电视台的三套节目全部接入安广网络数字电视业务。

### 广电整合后
根据中共安徽省委办公厅、安徽省人民政府办公厅《关于印发＜关于整合组建市县广播电视台的意见＞的通知》（厅[2010]27号）和省编办《关于同意整合组建池州市广播电视台的批复》（皖编办[2010]128号）文件规定，2010年6月13日，池州广播电视台成立，为正县级事业单位。
2010年6月13日，因池州市广播电视局改制为池州市文化广电新闻出版局，池州电视台与池州人民广播电台、池州交通旅游广播合并组建池州广播电视台。2010年8月30日， 池州电视台、池州人民广播电台、池州交通旅游广播、池州广播电视报和池州微波站合并，池州广播电视台正式成立。2012年4月，在试运行一年左右后，该台整体从秋浦东路99号搬迁至石城大道338号新建成池州广电中心，该大厦高33层，加发射塔高达140米，办公面积大约14,000平方米，为池州市最高的建筑物。
2014年9月25日，池州新闻网开通微信公众号；9月28日池州日报社成立池州新媒体中心。池州新媒体中心，于2017年2月21日经市编委批复同意，为正科级机构，主办池州新闻网、池州手机报、池州新闻网微信、微博等业务。2020年10月，池州市广播电视台为完善媒体融合“中央厨房”项目，开始测试播出高清节目。2020年12月18日，池州市广播电视台两套节目实现高清播出。

### 建设传媒中心
2020年10月30日，中共池州市委常务委员委会会议作出了“整合池州日报社、池州市广播电视台，设立池州市传媒中心”的决定。2021年1月12日，中共池州市委常务委员委会会议暨中共池州市委全面深化改革委员会第九次会议审议并原则通过《池州市市级媒体融合发展改革方案》。2021年8月23日池州市传媒中心正式成立，池州日报社同日也迁至至池州广电中心开始办公。
2023年6月15日，安徽广播电视台驻池州市记者站在池州市传媒中心大厦揭牌。
2023年12月25日，经中华人民共和国国家广播电视总局广电审〔2023〕730号文件批复，自2024年1月1日起，池州市传媒中心公共频道更名为文教生活频道，频道传输方式和覆盖范围不变。

## 现状
池州市传媒中心在池州广播电视台的基础上组建，对外保留池州广播电视台牌子，为池州市人民政府直属事业单位，行政级别为正县级；类型为公益二类，经费通过差额拨款。总部位于贵池区秋浦街道石城大道338号原池州广播电视台所在地。池州市传媒中心有四家全资子公司：
- 安徽太朴广电传媒有限责任公司
- 池州广播影视传媒有限责任公司（已注销）
- 池州广播电视报传媒有限责任公司（己注销）
- 池州市忆江南网络电视传播有限公司（已注销）

池州市传媒中心由以下机构组建而成：
- 池州市广播电视台
- 池州日报社
- 池州新闻网
- 中国共产党池州市委员会新闻报道组

### 旗下媒体及资产

#### 报纸
| 报纸名称       | 简介 |
| 池州日报       | 中共池州市委机关报。始创于1969年1月1日，1998年1月1日改为现名。 |
| 池州广播电视报 | 创办于1995年10月5日。该报原名《贵池广播电视》，是原中共贵池电视台党支部的机关报。1997年7月改为现名，次年取得刊号。2000年1月，因贵池市广播电视局撤销，并入池州市广播电视局，随贵池市广播电视局一并上划池州市广播电视局管理，报名至今未变。2009年，被评为“中国城市广播电视报60强”。现已停刊。 |

#### 电视频道
| 頻道名稱     | 语言   | 广播格式                                   | 啟播時間                                         | 頻道口號                                                         | 频道前身 | 播出时间        | 备注                                                   |
| 新闻综合频道 | 普通話 | HD: 1080i SD: PAL 576i 16:9（自2023年5月） | 标清版：1985年7月31日 高标清同播：2020年12月18日 | 看池州 看世界 看未来（2011 - 2020） 新无止境 闻有精彩（2021 - ） | 贵池电视台（主频道）（1985.7-2000.1） 池州电视台新闻综合频道（2000.1-2010.12）                                                                          | 06:58-次日00:24 |                                                        |
| 文教生活频道 | 普通話 | HD: 1080i SD: PAL 576i 16:9（自2023年5月） | 标清版：1994年2月1日 高标清同播：2020年12月18日  | 生态池州 百姓情怀（2010 - 2019） 映日荷花 别样风情（2019 - ）    | 池州电视台（主频道）（1994.2-2000.1） 池州电视台经济生活频道（2000.1-2007） 池州电视台公共频道（2007-2010.12） 池州广播电视台公共频道（2011.1-2023.12） | 06:58-次日00:24 |                                                        |
| 文化旅游频道 | 普通話 | SD: PAL 576i 4:3                           | 标清版：1993年6月 停播：2020年1月1日             | 千载诗人地 魅力新池州（2010 - 2020）                             | 贵池（池州）有线电视台13频道（1993-2001.7） 池州电视台文化影视频道（2001.7-2010.12） 池州广播电视台文化影视频道（2011.1-2018.4）                        |                 | 现改为池州市新媒体平台。自办电视节目并入新闻综合频道。 |

附：曾存在的模拟电视信号
| 发射功率                                       | 频道序号   | 电视频道                   | 备注                                                  |
| 5KW                                            | 无线7频道  | 池州广播电视台新闻综合频道 |                                                       |
| 0.3KW                                          | 无线12频道 | 无                         | 1988年10月开始转播CCTV2。后因设备老化已于2007年停运。 |
| 1.0KW                                          | 无线4频道  | 池州广播电视台公共频道     |                                                       |
| 5.0KW                                          | 无线24频道 | 安徽广播电视台经济生活频道 |                                                       |
| 1.0KW                                          | 无线27频道 | 池州广播电视台新闻综合频道 |                                                       |
| 1.0KW                                          | 无线29频道 | CCTV1                      |                                                       |
| 0.3KW                                          | 无线25频道 | CCTV7                      |                                                       |
| 1.0KW                                          | 无线27频道 | CCTV2                      |                                                       |
| 备注：以上所有频道已于2020年8月20日0时停止广播 |            |                            |                                                       |

#### 广播频率
| 頻道名稱     | 语言   | 频道频率            | 啟播時間                                            | 頻道口號 | 频道前身                                                                                  | 播出时间    | 備註                                                                                                 |
| 新闻综合广播 | 普通話 | AM801 AM1269 FM98.1 | 1984年10月1日（调频广播） 1993年1月12日（中波广播） |          | 贵池人民广播电台（主频道）（1984.10-2000.1） 池州人民广播电台（主频道）（2000.1-2007.10） | 06:00-22:30 | 发射台位于贵池区马衙街道太朴山发射台（30°35′13″N 117°34′48″E / 30.58694°N 117.58000°E），海拔722米。 |
| 交通旅游广播 | 普通話 | FM96.6              | 2007年10月1日                                       |          |                                                                                           | 06:00-22:30 | 发射台位于贵池区池阳街道三台山发射台（至2014年底）和池州广电中心发射塔，海拔分别为50米和110米。      |

### 数字地面媒体服务
- 池州地面有线电视覆盖 （页面存档备份，存于）

### 新媒体
| 名称                                  | 名称                                       | 简介 |
| 池州新闻网                            | 池州新闻网                                 | 成立于2006年9月1日，是安徽省重点新闻门户网站。 |
| 池州广播电视网                        | 池州广播电视网                             | 2007年池州市广播电视局成立地方重点新闻网站《池州新媒体网》。2010年8月，划归池州广播电视台管理、更名为《牧笛传媒网》。2013年经安徽省互联网信息办批准，更名为《池州网络广播电视台》。2016年经安徽省网宣部门批准，《池州网络广播电视台》正式定名为池州广播电视网。2021年8月底，并入池州新闻网。 |
| 池州日报电子报 （页面存档备份，存于） | 池州日报电子报 （页面存档备份，存于）      | 创办于2002年7月1日。 |
| APP                                   | 点拨池州→池州新闻                          | 基于Android/IOS平台，2016年4月10日上线。2021年8月23日池州市传媒中心成立后更名为池州新闻。 |
| 微信公众号                            | 池州广播电视台（公众号号码：cznbtv）       | 原池州广播电视台公众号。2021年8月23日永久停止更新。 |
| 微信公众号                            | 池州日报→池州新闻（公众号号码：chizhourb） | 2014年9月25日成立。2021年8月23日改为现名。 |
| 微信公众号                            | 池州新闻网（公众号号码：czxwdy）           | 2014年9月28日成立。2021年8月23日永久停止更新。 |
| 微博                                  | 池州新闻                                   | [ 58 ] |
| 手机报                                | 池州手机报                                 | 2009年9月30日成立，现已停止更新。 |

## 节目

### 电视节目
| 节目名称                   | 播出频道             | 播出时间                                                        | 备注 |
| 池州新闻联播               | 新闻综合频道         | 19:30-19:55（首播）； 7:00-7:25,12:00-12:25,21:00-21:25（复播） | 时政新闻栏目。1994年2月28日晚开播。1994年至2002年每周一三五播出，二四六重播，每次12至15分钟。2000年1月1日改为现名。 |
| 贵池新闻                   | 新闻综合频道         | 18:00-18:15（首播）； 20:00-20:15（复播）                       | 时政新闻栏目。1985年7月30日晚开播。最初每周二、周四播出每次10分钟，1987年改为周二、周五播出，每次15至20分钟。1988年10月以后改为周一、周三、周五播出。1996年以后周二、周四、周六复播。1998年6月改为每天播出。1999年12月29日更名为《贵池专讯》，2009年9月1日恢复原名。2018年9月19日，该节目改为贵池区融媒体中心负责，改为每日播出。 |
| 多维度                     | 新闻综合频道         | 20:20-20:55（首播）； 7:30-8:00,12:30-13:00,22:30-23:00（复播） | 社会新闻类栏目，2008年12月1日开播。口号为“以多维视角，看社会万象”。 |
| 池州经济技术开发区新闻     | 新闻综合频道         |                                                                 | 2012年11月15日开播。 |
| 皖江江南产业集中区新闻     | 新闻综合频道         |                                                                 | 2012年6月28日开播。 |
| 教育十分                   | 新闻综合频道         |                                                                 | 教育类栏目，2016年4月9日开播。 |
| 池州掼蛋王                 | 公共频道             |                                                                 | 娱乐类栏目，2014年6月2日开播。 |
| 池州先锋                   | 新闻综合频道         |                                                                 | 与中共池州市委宣传部联办，2015年11月开播。 |
| 池州科普之窗               | 公共频道             |                                                                 | 科教类栏目，2019年12月1日开播。 |
| 池州房产报道               | 新闻综合频道         |                                                                 | 生活服务类栏目，2010年4月20日开播，初名《池州房产》。2014年12月24日改为现名。 |
| 平天湖新闻                 | 新闻综合频道         |                                                                 | 新闻类栏目，2019年6月17日开播，每月两次，2021年初停播。2023年2月17日复播。 |
| 一周要闻                   | 新闻综合频道         |                                                                 | 手語新聞欄目，每周日晚间播出。2023年9月24日开播。 |
| 池州广播电视台春节联欢晚会 | 新闻综合频道公共频道 | 20:00-22:00（腊月二十八首播）                                   | 2010年开播 |

### 已停播节目
- 汇说天下，池州广播电视台唯一的贵池方言节目，2016年5月25日开播，2020年4月1日停止播出[64]

### 广播节目
| 节目名称       | 播出频道     | 播出时间                         | 备注             |
| 生活杂志       | 新闻综合广播 | 11:00-12:00                      | 生活服务节目     |
| 午餐有约       | 新闻综合广播 | 8:30-9:00                        | 民生服务节目     |
| 981热线        | 新闻综合广播 | 12:20-13:50                      | 音乐类节目       |
| 政风行风之窗   | 新闻综合广播 | 每周三9:00                       | 时政节目         |
| 一路同行       | 新闻综合广播 | 9:00-11:00                       | 交通服务节目     |
| 健康生活一身轻 | 交通旅游广播 | 11:00-12:00                      | 服务节目         |
| 汽车快乐行     | 交通旅游广播 | 8:30-10:00                       | 服务节目         |
| 整点资讯       | 交通旅游广播 | 周一至周六9:00-9:15；16:00-16:15 | 新闻节目         |
| 周洋说体育     | 交通旅游广播 | 16:30-17:30                      | 体育节目（外购） |

## 注脚
1. 1 2 3 4 5 6 7 8 9 10  贵池县志（1994年），第763-764页
2. 1 2 3 4 5 6 7 8 9 10 11 12 13 14 15 16 17 18 19 20 21 22  安徽省志（1997年）
3. 1 2  贵池文史资料第九辑（2015年），第38页
4. 1 2 3  . www.czdsfz.org.cn.   [2022-08-03].[]
5. 1 2  池州地区志（1996年），第703页
6. 1 2 3 4 5 6 7  中国电视台综览（1994年），第139-140页
7. 1 2  https://wlj.luan.gov.cn/group1/M00/00/E3/wKgSGV7UUb-ANVTsAAOgNWF8o-M785.pdf%5B%5D
8. 1 2 3 4 5 6 7 8 9 10 11 12  池州市志（2016年），第1714-1715页
9. 1 2  . www.chizhou.gov.cn.   [2022-08-01]. （原始内容存档于2022-08-10）.
10. 1 2 3 4 5 6 7 8 9 10 11 12 13 14 15 16 17 18  贵池市志（2009年），第148-152页
11. 1 2 3 4 5 6 7 8  新安徽省志（2020年），第83页
12. ↑  贵池文史资料第六辑（1998年），第13页
13. 1 2 3 4 5 6  池州地区志（1996年），第703-704页
14. 1 2 3  贵池文史资料第六辑（1998年），第101-103页
15. 1 2 3 4 5 6 7 8 9 10 11 12 13 14 15 16  池州市志（2016年），第1716-1719页
16. 1 2  . www.chizhou.gov.cn.   [2021-08-27]. （原始内容存档于2021-09-01）.
17. 1 2 3 4  . www.chizhou.gov.cn.   [2022-01-12]. （原始内容存档于2021-12-28）.
18. 1 2 3 4 5 6 7  贵池县志（1994年），第765页
19. 1 2  新安徽省志（2020年），第76-78页
20. ↑  池州市志（2016年），第1717页
21. 1 2  . www.chizhou.gov.cn.   [2021-08-27]. （原始内容存档于2021-09-01）.
22. 1 2  全国城市电视台大观（1997年），第87页
23. 1 2 3 4 5  齐太平. . 池州新闻网. 2019-04-26  [2021-08-05]. （原始内容存档于2021-09-01） （中文（中国大陆））.
24. ↑  池州市志（2016年），第2101页
25. 1 2  . www.chizhou.gov.cn.   [2021-08-27]. （原始内容存档于2021-09-01）.
26. 1 2 3 4  . www.czdsfz.org.cn.   [2022-08-03].[]
27. 1 2  中国电视台（1999年），第102-103页
28. 1 2  . szb.chiznews.com.   [2022-12-25]. （原始内容存档于2022-12-25）.
29. 1 2 3 4 5  池州年鉴2002（2003年），第300页
30. 1 2 3  池州市志（2016年），第1721页
31. 1 2 3  中国电视台（1999年），第116-117页
32. 1 2  . 池州报 (第四版) (池州报社). 1997-02-22 （中文（中国大陆））.
33. 1 2 3 4  . www.czdsfz.org.cn.   [2022-08-03].[]
34. 1 2  新安徽省志（2020年），第217页
35. 1 2  新安徽省志（2020年），第279页
36. 1 2 3 4  . www.chizhou.gov.cn.   [2021-08-27]. （原始内容存档于2021-09-01）.
37. 1 2 3 4 5 6 7 8  池州市志（2016年），第1720页
38. 1 2 3  . www.chizhou.gov.cn.   [2022-08-02]. （原始内容存档于2022-07-16）.
39. 1 2  . www.chizhou.gov.cn. 2021-08-02  [2022-08-02]. （原始内容存档于2021-12-28）.
40. 1 2 3 4 5 6 7 8  池州市传媒中心. . 2021-08-23  [2022-01-15]. （原始内容存档于2022-01-15）.
41. ↑   (A1版：头版). 池州日报. 2023-06-15  [2023-07-29]. （原始内容存档于2023-08-25） （中文（中国大陆））.
42. ↑  池州新闻微信公众号. . 微信公众平台. 池州市传媒中心. 2023-12-25  [2023-12-25]. （原始内容存档于2023-12-26）.
43. ↑  . www.chizhou.gov.cn.   [2022-08-03]. （原始内容存档于2022-08-10）.
44. 1 2  . 天眼查.   [2022-08-03].[]
45. 1 2 3 4 5 6  池州市志（2016年），第1709页
46. ↑  贵池文史资料第六辑（1998年），第211页
47. 1 2  贵池市志（2009年），第530页
48. ↑  贵池县志（1994年），第764-765页
49. 1 2 3 4 5  . 国家广播电视总局.   [2021-04-08]. （原始内容存档于2021-07-19）.
50. 1 2  广告猩球_GORILLAADS. . www.bilibili.com.   [2023-05-26]. （原始内容存档于2023-05-27） （中文（简体））.
51. ↑  派派牛广播公司. . www.bilibili.com.   [2022-08-19]. （原始内容存档于2022-08-19） （中文（简体））.
52. ↑  . 池州广播电视台. 2020年7月17日  [2021年7月19日]. （原始内容存档于2021年7月19日）.
53. ↑  池州文明网. . 2015-07-23  [2022-01-15]. （原始内容存档于2022-01-15）.
54. ↑  . 2008-01-22  [2022-02-01]. （原始内容存档于2022-02-01）.
55. ↑  . www.chizhou.gov.cn.   [2022-08-02]. （原始内容存档于2022-07-16）.
56. 1 2  . www.chizhou.gov.cn.   [2022-08-02]. （原始内容存档于2022-07-16）.
57. 1 2 3  . www.czdsfz.org.cn.   [2022-08-03].[]
58. 1 2 3  . www.chizhou.gov.cn.   [2022-08-03]. （原始内容存档于2022-08-10）.
59. ↑  . 池州市人民政府.   [2022-08-03].
60. ↑  贵池文史资料第六辑（1998年），第102页
61. ↑  贵池文史资料第六辑（1998年），第103页
62. ↑  贵池市志（2009年），第150页
63. ↑  记者：何霞.  (第A2版：要闻). 池州日报 (池州日报社). 2018-09-20  [2022-08-02]. （原始内容存档于2022-08-10） （中文（中国大陆））.
64. ↑  池州市传媒中心公共频道. .   [2023-11-17]. （原始内容存档于2023-11-17）.